# 目黒寄生虫館
目黒寄生虫館（めぐろ きせいちゅうかん、英称：Meguro Parasitological Museum、頭字語：MPM）は、日本の東京都目黒区下目黒に所在する、寄生虫学専門の私立博物館。公益財団法人目黒寄生虫館が運営している。

## 概要
寄生虫に関する研究活動を行い、標本や資料を収集し、広く一般に向けて展示することで啓発活動等を行っている。寄生虫学専門の博物館は世界でも珍しいため海外からの来訪者も多く、多くの解説文は11言語に翻訳できるQRコードがついている。2017年12月に韓国はソウルの江西区にて寄生虫博物館が開館するまでは、寄生虫専門の博物館として長らく「世界で唯一」の存在だった。
現在の当館の建物は、床面積があまり広くない地上6階・地下1階のビルで、さらに展示スペースは1階と2階のみという、小さな施設である。上層階は研究室、収蔵庫、事務室等となっている。寄生虫形態学および分類学を中心とした地道な研究活動や、定期的な特別展示や講演会、外部での講演など教育活動も行う研究博物館である。

## 利用情報
- 開館時間：午前10時から午後5時まで (10:00 - 17:00) [10]。
- 休館日：毎週月曜日・火曜日（月曜日または火曜日が祝祭日の場合は開館し、翌平日を休館日とする[11]。）、および、年末年始（12月29日～1月4日[11]）[10]。
- 見学時間：おおよそ30分から40分程度[10]。

### 入館料
- 無料。
- 任意で寄付を募っており、1階展示室の脇にパンフレットとともに募金箱が置かれているほか、寄附金控除が認められる公益財団法人であることから、来館者へ積極的に寄付を呼びかけている。

### 交通アクセス
- 最寄りの鉄道駅は、目黒駅。
  - ■JR東日本は山手線、■東急は目黒線、■東京メトロは南北線、■都営地下鉄は三田線を利用する。
  - 目黒駅西口で下り、徒歩の場合は、目黒通り沿い（世田谷・環七方面）を直進して徒歩12分で到着。
  - 目黒駅西口で下り、路線バスを利用する場合は、●東急バス（路線は黒01・黒02・黒06・黒07・東98のいずれか）に乗り、2番目の停留所「大鳥神社前」で下車した後、バスの進行方向に沿って徒歩1分で到着。なお、到着アナウンス時、車内のLCD画面に当館の紹介画面が出る。
- 当館に駐車場は無いため、公共交通機関を利用するのが良い。自家用車の場合、周辺のコインパーキングを利用すること。

### バリアフリ―情報
- 車いす用リフトと、貸出用の車椅子が1台がある。
- 貸出用ベビーカーが1台ある。
- 車いす対応トイレ（ベビーシートつき）が1か所ある。
- 筆談具対応。
- ほじょ犬同伴可（他のペット類は入館不可）。
- AED設置施設

## 所蔵品
- 標本：約60,000点（模式標本 約1,500点を含む）（※公式ながら時期情報なし）[1]。2009年時点では、標本 約45,000点（模式標本 約1,500点を含む）[2]。
- 図書文献：約16,000冊（※公式ながら時期情報なし）[1]。
  - 図書：約5,000冊。[12]
  - 刊行物：約340種、約13,700冊。
- 論文別刷：2009年時点で約50,000部[2]。
- 特筆性の高い資料
  - 日本の寄生虫分類学に多大な業績を遺した山口左仲（1894年-1976年）が論文などの執筆時に使用した寄生虫の原図の一部[13]。
  - 大鶴資料：琉球大学医学部長を務めた寄生虫学者の大鶴正満（1916-2008年）が遺した1,000点以上の膨大な資料[13][14]。
  - 小宮文庫：国立予防衛生研究所（現・国立感染症研究所）の所長を務めた寄生虫学者・小宮義孝 （1900-1976年）を中心とする研究者が保存してきた寄生虫病や感染症に関する研究資料[13]。その一部が2017年（平成29年）に研究所から当館に寄託されたもので[13][15]、様々な言語で書かれた約8,000件の学術論文や会議報告集などからなる[13]。

## 主な展示物

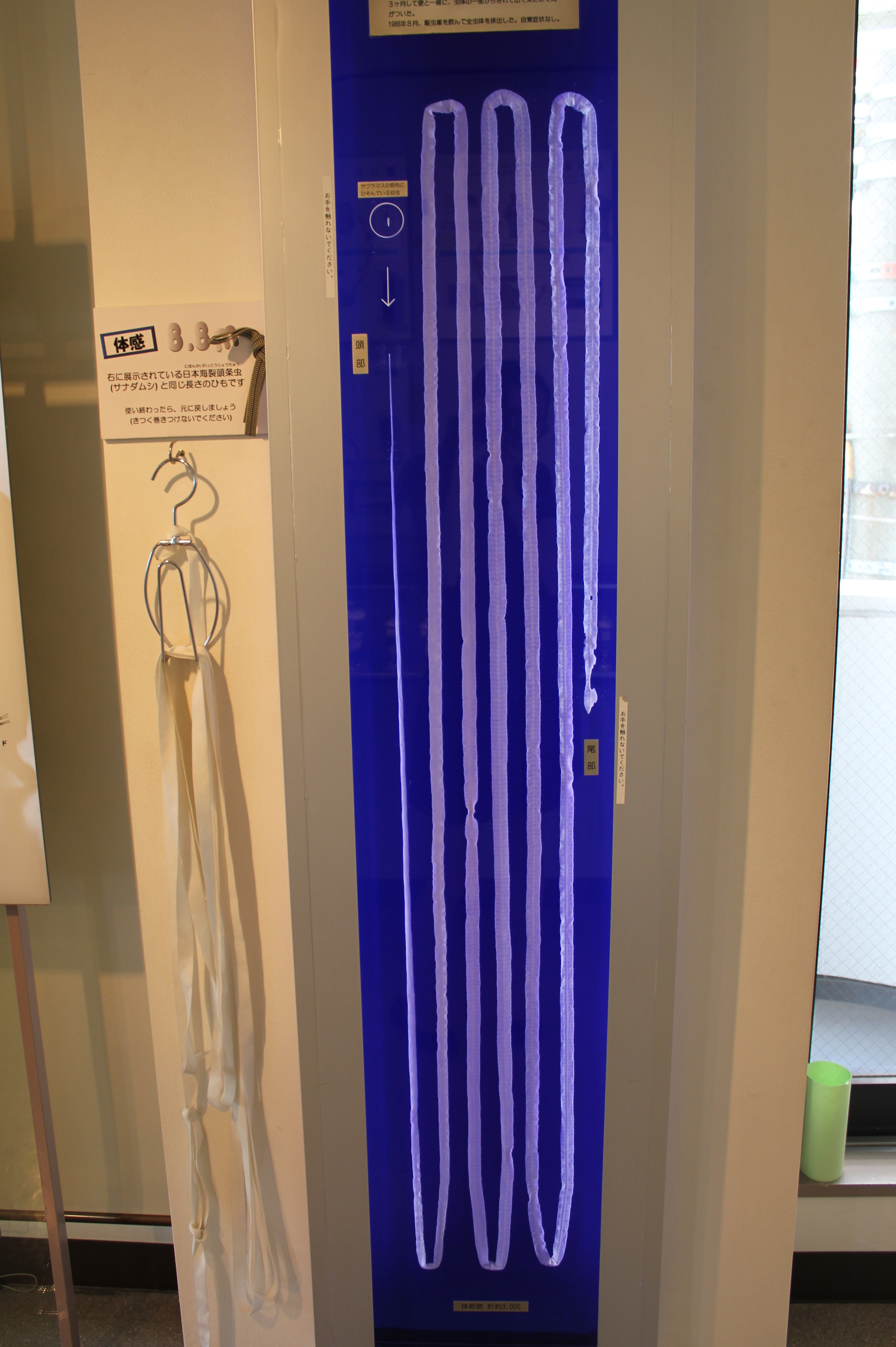
全長8.8メートルの日本海裂頭条虫の標本

- 寄生虫（実物）のホルマリン固定標本

全部で約300点あるが、全長8.8メートルに及ぶ長大な日本海裂頭条虫（サナダムシの一種）は当館を代表する展示物である。1986年（昭和61年）から展示されているこの標本は、約1メートルずつに折り曲げて展示されているが、同じ長さの紐が標本の横に設置されており、それを手に取ることで長さを実感できるようになっている。
- 寄生虫や昆虫の蝋細工模型
- 寄生虫罹患者の写真等のパネル

## 刊行物
書籍
- 亀谷了『寄生虫館物語―可愛く奇妙な虫たちの暮らし』ネスコ、1994年7月1日。ISBN 4-89036-876-0、OCLC 673822789。
  - 電子書籍版：亀谷了『寄生虫館物語―可愛く奇妙な虫たちの暮らし』文藝春秋〈文春e-book〉、2018年8月10日（原著1994年7月1日）。ASIN B07G3ZPBYZ。

論文
- 森下薫、小宮義孝、松林久吉 （編）「日本における寄生虫学の研究」、目黒寄生虫館、1961年～1999年。ISBN 4998072609、NCID BN04882632。

日本における寄生虫学の発展史が、研究者86名の成果を綴る形で編纂されている。和文版は1961年（昭和36年）から1999年（平成11年）までに全7巻が刊行された。PDFファイルは公式ウェブサイトから無料ダウンロードが可能。
- 英文版：Morishita, Kaoru; Komiya, Yoshitaka; Matsubayashi, Hisakichi, ed (1900-1976). Progress of Medical Parasitology in Japan. Tokyo: Meguro Parasitological Museum.

英文版は1964年（昭和39年）から2003年（平成15年）までに全8巻が刊行された。和文版と同じく無料ダウンロードが可能。
その他
- 開館以来発行してきた『目黒寄生虫館月報』および『目黒寄生虫館ニュース』（1998年〈平成10年〉12月発行の通巻第179号まで）は、公式ウェブサイト上で閲覧可能[19]。2000年（平成12年）に『むしはむしでもはらのむし通信』に改題した[19]。
- パンフレット『目黒寄生虫館ガイドブック』（和文版、英文版）[19]

## 歴史

### 前史
南満洲鉄道株式会社の衛生研究所に勤務していた医学博士・亀谷了は、1947年（昭和22年）7月に中国の奉天から日本への引き揚げを果たすと、1948年（昭和23年）4月、目黒区に診療所を開設した。亀谷はその頃から寄生虫を専門とする研究所を設立したいと考えていた。

### 年表
- 1953年（昭和28年）亀谷了が私財を投じて研究機関「目黒寄生虫館」を設立し、木造平屋建て[13]の仮建築のままに開館[5][3]。
- 1956年（昭和31年）：当館施設として鉄筋コンクリート造2階建てビルが竣工[13][5]。その後、この建物は3度の増改築を行っている[13]。
- 1957年（昭和32年）8月[20][3] - 文部省（現・文部科学省）より財団法人の許可を受ける[5]。
- 1958年（昭和33年）：三笠宮崇仁親王が来館[5]。
- 1959年（昭和34年）：館報『目黒寄生虫館月報』（現『むしはむしでもはらのむし通信』）の創刊[5]。
- 1960年（昭和35年）：高松宮宣仁親王が来館[5]。
- 1961年（昭和36年）：『日本における寄生虫学の研究』和文版第1巻の刊行[5][21]。
- 1964年（昭和39年）：『日本における寄生虫学の研究』英文版Vol.1の刊行[5]。
- 1976年（昭和51年）：亀谷了が紫綬褒章を受章[5]。
- 1986年（昭和61年）：サナダムシの一種である8.8メートルの日本海裂頭条虫（学名：Diphyllobothrium nihonkaiense）を駆虫して展示を開始[5]。以後、当館の目玉展示物となる。
- 1987年（昭和62年）：亀谷了が勲三等瑞宝章を受章[5]。
- 1992年（平成4年）：地上6階・地下1階の新たな当館ビル（現在の建物）が竣工[5][22]。
- 1993年（平成5年）
  - 4月：リニューアルオープン[5][23]。
  - 4月12日：常陸宮正仁親王が来館[5]。
- 1994年（平成6年）7月1日[24] - 亀谷了『寄生虫館物語―可愛く奇妙な虫たちの暮らし』（ネスコ）[24]の刊行[5]。
- 1997年（平成9年）：第2代館長に亀谷俊也が就任[5]。
- 1997年（平成9年）：亀谷了が、目黒区の名誉区民に選ばれる[25]
- 2000年（平成12年）：第3代館長に内田明彦が就任[5]。
- 2001年（平成13年）：東京都教育庁より、登録博物館の認定を受ける[5][22]。
- 2006年（平成18年）：第4代館長に町田昌昭が就任[5]。
- 2008年（平成20年）8月：展示物の照明設備をリニューアル[22]。
- 2011年（平成23年）：第5代館長・小川和夫の就任[5]。
- 2012年（平成24年）：展示室2階常設展示パネルの更新。
- 2013年（平成25年）4月1日：財団法人目黒寄生虫館が公益財団法人目黒寄生虫館に移行[5]。
- 2017年（平成29年）：「小宮文庫」の一部が、国立感染症研究所から目黒寄生虫館に寄託される[13]。
- 2021年（令和3年）4月1日：第6代館長に倉持利明が就任[5][人 1]。
- 2022年（令和4年）8月19日：ビル・ゲイツが来館[26][27][28]。

## 関係者

### 理事長
- 初代：亀谷了（かめがい さとる）:
1909年（明治42年）生まれ。2002年（平成14年）没。生物学者（獣医学者、寄生虫学者）、医学者、医師。
1953年（昭和28年）就任。1998年（平成10年）退任。

- 第2代：亀谷俊也（かめがいしゅんや）：1997年（平成9年）就任。2000年（平成12年）退任。
- 第3代：亀谷みどり（かめがい みどり）：2000年就任[29]。現任[20][3]。

### 館長
- 初代：亀谷了（かめがい さとる）

1953年（昭和28年）就任。1997年（平成9年）退任。
- 第2代：亀谷俊也（かめがい しゅんや）

1997年（平成9年）就任。2000年（平成12年）退任。
- 第3代：内田明彦（うちだ あきひこ）[人 2][人 3]

2000年（平成12年）就任。2006年（平成18年）退任。当時、麻布大学教授を兼任。現在、ヤマザキ動物看護大学動物看護学部動物看護学科 教授。
- 第4代：町田昌昭（まちだ まさあき）[人 5]

2006年（平成18年）就任。2011年（平成23年）退任。前職は、国立科学博物館動物研究部部長。
- 第5代：小川和夫（おがわ かずお）[人 6][人 7]

2011年（平成23年）就任。2021年（令和3年）3月31日退任。前職は、東京大学大学院農学生命科学研究科 教授。
- 第6代：倉持利明（くらもち としあき）[人 9][人 10][人 1]

2021年（令和3年）4月1日就任。現任。前職は、国立科学博物館動物研究部部長。

## 公益目的事業[31]
- 寄生虫学の研究等に関する事業：研究・調査活動、学術資料の収集と整理、指導・助言、外部研究者との連携協力。
- 寄生虫学に関する普及啓発事業 ：「目黒寄生虫館」の設置運営、教育普及活動、出版活動、教育用標本の頒布、ミュージアムショップの運営。

## ミュージアムグッズ
入館料を徴収しない当館にとっては、来館者による寄付金とともに貴重な収入源である。当館の珍しい特色を生かしたオリジナル商品が用意されている。館内のショップとオンラインショップ（ECサイト）がある。
- Tシャツ：絵柄は、発泡プリント[注 3]でサナダムシを立体的にデザインしたものや、寄生虫の体内詳細図を配したもの、寄生虫のホルマリン固定標本（標本瓶）をいくつも配したものなどがある。
- キーホルダー：個性的な3種類の寄生虫がデザインされているもののほか、研究員が採取した寄生虫（アニサキスの幼虫、および、ニベリン条虫[注 4]の幼虫）や小さな巻貝（ミヤイリガイ）を合成樹脂で封入したものもある[注 5]。
- 寄生虫の絵や館内の写真がプリントされた小物：文房具（定規、クリアファイル、ボールペンなど）、手拭い、マグカップ、トートバッグ、ポストカード。
- アクセサリー：フタゴムシをモチーフにしたオープンリングとネックレスがある[34]。
- 寄生虫学に関する書籍 - 多くの一般書と一部の専門書。

## 関連作品
書籍
- 渡辺和博『たらこ筋肉毒電波』北宋社、1982年1月。ASIN B000J7IY4S、全国書誌番号:83010323。
  - 文庫版：『たらこ筋肉』角川書店（現・KADOKAWA）〈角川文庫 緑-618-1〉、1985年7月1日。ISBN 4-04161801-0、OCLC 673847608、国立国会図書館書誌ID:000001754284。

当館を初めて「面白スポット」として紹介した文献。その内容は、1981年（昭和56年）に創刊された雑誌『写真時代』の掲載物であるため、1981年の頃に記述されたものと推定される。
- 三秋縋『恋する寄生虫』メディアワークス文庫、2016年9月24日 ISBN 978-4-04-892411-5

　作品中、登場人物が博物館に見学に訪れる記載がある（コミカライズ版では館内が忠実に再現されている）。博物館のロゴマークになっているフタゴムシが作品の中で重要な意味をもつ。

## 関連文献
論文
- 嶋津武「13. 財団法人目黒寄生虫館(東京)の保管する,尾崎佳正博士の寄生虫標本について(動物分類学会第30回大会記事)」『動物分類学会誌』第51巻、日本動物分類学会、1994年、77頁。ISSN 0287-0223、doi:10.19004/pjssz.51.0_77_3、NAID 110002341627。
- 嶋津武「1923年～1966年に尾崎佳正博士の報告した寄生性蠕虫類の改訂照合表と文献目録およびそれらの目黒寄生虫館(東京)保管標本」『長野県短期大学紀要』第50号、長野県短期大学、1995年12月、33-50頁。ISSN 02861178、doi:10.19004/pjssz.51.0_77_3、NAID 120005424370。